# Shan Masood
Shan Masood Khan (Urdu شان مسعود خان; * 14. Oktober 1989 in Kuwait, Kuwait) ist ein pakistanischer Cricketspieler, der seit 2013 für die pakistanische Nationalmannschaft spielt.

## Kindheit und Ausbildung
Geboren in Kuwait, wo sein Vater als Banker arbeitete, musste die Familie das Land verlassen, als der Zweite Golfkrieg ausbrach. Zunächst zogen sie in die Vereinigten Staaten, jedoch kurz darauf zurück nach Pakistan. Im Alter von 13 Jahren wurde er von pakistanischen Talentsuchern entdeckt und spielte im Jahr 2002 beim U15-Asia-Cup. Nachdem er mit der Familie nach England gezogen war, spielte er im Jahr 2009 für die Stamford School und konnte dort mit seinen Runs einen Schulrekord aufstellen. Auch besuchte er in England die Universität.

## Aktive Karriere
Sein Debüt im First-Class-Cricket gab er in der Saison 2007/08 für die Karachi Whites. Nachdem er in der Saison 2012/13 überzeugen konnte, wurde er für die Selektoren des Nationalteams interessant. Im Sommer 2013 wurde er, nachdem Imran Farhat zurückgezogen hatte, für die Tour in Simbabwe nachnominiert, kam jedoch nicht zum Einsatz. Sein Debüt in der Nationalmannschaft gab er dann im Oktober 2013 in der Test-Serie gegen Südafrika, wobei der ein Half-Century über 75 Runs erreichte. Da er jedoch in den weiteren Innings nicht überzeugen konnte, wurde er wieder aus dem Kader gestrichen. Daher spielte er zunächst nur vereinzelte Spiele. Sein erstes Test-Century gelang ihm im Sommer 2015, als er 125 Runs aus 233 Bällen in Sri Lanka erreichte und damit half den Seriensieg sicherzustellen. Im Oktober folgte ein Fifty über 54 Runs gegen England, aber da er in den weiteren Innings abermals früh scheiterte, wurde er abermals nach der Tour aus dem Kader gestrichen. Weiterhin erhielt er jedoch vereinzelte Einsätze und so konnte er gegen Sri Lanka im September 2017 ein Half-Century über 59 Runs erreichen und in Südafrika zum Jahreswechsel 2018/19 zwei weitere Fifties (65 und 61 Runs). Im März 2019 gab er sein Debüt im ODI-Cricket gegen Australien und konnte in der Serie ein Fifty über 50 Runs erreichen.
Im November reiste er dann mit dem Team nach Australien und konnte dort in der Test-Serie ein Fifty (68 Runs) erzielen. Bei der folgenden Tour gegen Sri Lanka konnte er dann wieder ein Century erzielen, als ihm 135 Runs aus 198 Bällen gelangen und er damit einen Wendepunkt im Spiel einleitete. Gegen Bangladesch im Februar 2020 folgte dann abermals ein Century über 100 Runs aus 160 Bällen, ebenso wie in England im Sommer (156 Runs aus 319 Bällen). Doch diese Erfolgsserie konnte er nicht halten und bei den nächsten Spielen schied er meist früh im Innings aus. So wurde er im Januar 2021 wieder aus dem Kader gestrichen und verlor im Sommer 2021 seinen Vertrag mit dem pakistanischen Verband. So ging er ins nationale pakistanische Cricket zurück und erhielt für die County Championship 2022 in England einen Vertrag mit Derbyshire. Daraufhin erhielt er wieder einen Vertrag mit Pakistan. Im September wurde er für den ICC Men’s T20 World Cup 2022 nominiert, ohne bisher ein internationales Spiel in diesem Format gespielt zu haben. Sein Debüt gab er dann in der Serie gegen England, wobei er zwei Fifties (65* und 56 Runs). Bei der Weltmeisterschaft selbst, erreichte er bei der Niederlage gegen Indien ein Fifty über 52* Runs. Im Finale gegen England erreichte er 38 Runs, was jedoch nicht zum Titelgewinn ausreichte.